# 사카모토 세이이치로
사카모토 세이이치로(阪本清一郎, 1892년 1월 1일－1987년 2월 19일)는 일본의 사회운동가이자 정치가이다. 피차별부락 해방을 위한 전국수평사(全国水平社)의 창설자 가운데 한 사람이기도 하며, 「수평사」(水平社), 「규탄」(糺弾) 등의 명칭을 고안한 사람이다.

## 경력
일본 나라현(奈良県) 미나미가쓰라기 군(南葛城郡) 와키가미 촌(掖上村, 오늘날의 고세시) 출신으로 지주(地主) 가문 출신이었지만 그의 출신지 자체가 일본 내에서 에타(穢多) 또는 히닌(非人)이라 불리는 피차별부락이었다. 세이이치로의 할아버지 사카모토 세이고로(阪本清五郎)는 에타 신분의 쇼야(庄屋)였고 야마토 동지회(大和同志会)의 회장이었던 마쓰이 쇼고로(松井庄五郎)는 그의 친척에 해당한다.
전국수평사 창립 시 중추적 역할을 하며 함께 '가시하라의 세 청년'이라고도 불린 나머지 두 사람 사이코 만키치(西光万吉) ・ 고마이 기사쿠(駒井喜作)와는 동향 출신으로 나이가 가장 많은 사카모토가 맏형, 세 살 아래인 사이코, 그리고 사이코보다 두 살 아래인 고마이 순이었으며, 이들 세 명의 생가는 사이코 만키치의 출생지인 사이코지를 기점으로 사이코지 절 문 앞에 고마이 기사쿠의 생가, 절의 동쪽으로 사카모토의 본가인 쇼야 가옥, 그리고 그 동쪽으로 사카모토의 생가가 인접해 있었다고 한다.
가업이었던 아교 제조업을 잇기 위해 도쿄 공과학교(東京工科学校, 지금의 일본 공업대학日本工業大学)에서 화학을 배우러 상경하였다. 도쿄에서 그는 같은 동네 출신의 후배 사이코 만키치(西光万吉)와 행동을 함께 하였고 사이코가 병으로 쓰러진 것을 계기로 고향으로 돌아온 그는 사이코와 함께 제비 모임(燕会)을 결성하고 인도네시아 술라웨시섬으로의 이주를 계획하였으나 좌절, 그 뒤 부라쿠 해방(部落解放)으로 방향을 바꾸어 1922년 전국수평사(全国水平社)를 결성하였다. 「수평사」라는 이름을 고안한 것이 사카모토 자신이었다. 그 뒤 부라쿠 운동 안에서의 중간적인 입장에 서서 조직의 중재역을 맡았다. 이 무렵 1927년에 노동농민당(労働農民党)의 중앙위원으로 선출되어 1929년 와키가미 촌회 의원(村会議員)으로 당선된다.
하지만 일본의 군국주의가 갈수록 심각해지고, 수평사 활동도 차츰 극우로 기울었고, 투옥된 뒤에 전향서를 쓰고 풀려난 사이코 만키치와 함께 대일본국가사회당(大日本国家社会党)에 들어 가 국가주의에 경도되는 한편 경제재생운동이나 협동조합 운동에도 관여하였다. 패전 뒤 부락해방동맹(部落解放同盟)의 중앙위원이 되었지만 그 뒤 부락해방동맹과 수평사 출신자 간의 파벌 대립이 심각해지고 1965년에 기무라 교타로(木村京太郎) 등과 함께 가시면류관의 모임(荊冠友の会)을 결성, 1975년 기타하라 다이사쿠(北原泰作) 등과 함께 국민융합을 도모하는 부락문제전국회의(国民融合をめざす部落問題全国会議)를 결성해 해방동맹과 대립하는 움직임을 보였다.
세이치로보다 스물여덟 살 위였던 사촌 형 사카모토 기요토시(阪本清俊)는 융화운동가로 야마토 동지회 부회장, 미나미 가쓰라기 군 의회 의원을 역임하였으며 아내인 카즈에(数枝, 결혼 전의 성은 나카이中井)의 친척으로 일본의 사회학자인 요네다 쇼타로(米田庄太郎)가 있다.
1970년대에는 동대부락연(東大部落研)의 만행을 듣고 「수평운동은 인간을 존경함으로써 스스로 해방되려는 자의 집단운동이었다. 아무렇지도 않게 사람을 죽이는 살인자 같은 집단에 부락 해방을 입에 올릴 자격은 없다.」(水平運動は、人間を尊敬することによって自ら解放せんとする者の集団運動であった。平然と人殺しをするような集団に、部落解放を語る資格はない)라고 하였다고 한다.

## 참고 문헌
- 師岡佑行「阪本清一郎」（『日本史大事典 3』（平凡社、1993年） ISBN 978-4-582-13103-1）
- 川村善二郎「阪本清一郎」（『国史大辞典 15』（吉川弘文館、1996年） ISBN 978-4-642-00515-9）
- 鈴木哲雄「阪本清一郎」（『日本歴史大事典 2』（小学館、2000年） ISBN 978-4-09-523002-3）